# Carlota de Bourbon
Carlota de Bourbon (em francês: Charlotte; 1546/1547 - Antuérpia, 5 de maio de 1582), foi a quarta filha do duque Luís de Montpensier e de Jaqueline de Longwy, condessa de Bar-sur-Seine. Foi a terceira esposa do príncipe Guilherme I de Orange, principal líder da revolta holandesa contra os espanhóis.

## Biografia
Os seus avós paternos eram o príncipe Luís de La Roche-sur-Yon e Luísa de Bourbon, Duquesa de Montpensier. Os seus avós maternos eram, João IV de Longwy barão de Pagny, e Joana de Angoulême, meia-irmã ilegítima do rei Francisco I de França.
A sua mãe, Jacqueline, acreditava nas doutrinas da Reforma e ensinou-as em segredo aos seus filhos. O pai de Carlota, quando descobriu o que estava a acontecer, ficou determinado em destruir a influência da esposa, enviando três das suas filhas para conventos. Carlota tinha apenas treze anos de idade na altura e implorou que a deixassem ficar com a mãe que morreu durante o período no qual Carlota estava num convento. O seu pai, um membro influente na corte de Catarina de' Medici, enviou-a para o convento real de Jouarre, perto de Meaux, para ser criada como freira. Quando se tornou freira aos treze anos de idade, Carlota escreveu um protesto formal. A jovem duquesa chocou tanto a família como a corte real quando fugiu do convento em 1572, anunciando que se ia converter ao calvinismo e, seguindo o conselho de Joana III de Navarra, fugiu para o Eleitorado do Palatinado, onde ficou longe do alcance dos pais.
Carlota casou-se com o príncipe protestante Guilherme I de Orange no dia 24 de junho de 1575. O casal teve seis filhas, incluindo a condessa Luísa Juliana de Nassau, de quem descende a Casa de Hanôver.
Carlota terá morrido de exaustão enquanto cuidava do marido, que tinha sobrevivido a uma tentativa de assassinato, em 1582. Após a sua morte, Guilherme voltou a casar-se pela quarta e última vez com a duquesa Luísa de Coligny, no dia 24 de abril de 1583. Deste casamento nasceu apenas um filho, o príncipe Frederico Henrique de Orange.

## Descendência
Carlota teve as seguintes filhas:
1. Luísa Juliana de Nassau (31 de março de 1576 - 15 de março de 1644), casada com Frederico IV, Eleitor Palatino; com descendência.
2. Isabel de Nassau (26 de abril de 1577 - 3 de setembro de 1642), casada com Henrique de La Tour de Auvérnia, Duque de Bulhão; com descendência.
3. Catarina Bélgica de Nassau (31 de julho de 1578 – 12 de abril de 1648), casada com conde Filipe Luís II de Hanau-Münzenberg; com descendência.
4. Carlota Flandrina de Nassau (18 de agosto de 1579 – 16 de abril de 1640), tornou-se uma freira católica.
5. Carlota Brabantina de Nassau (17 de setembro de 1580 – 19 de agosto de 1631), casada com o duque Cláudio de Thouars; com descendência.
6. Emília Antwerpiana de Nassau (9 de dezembro de 1581 - 28 de setembro de 1657), casada com o conde Frederico Casimiro de Zweibrücken-Landsberg; com descendência.

## Genealogia
| Carlota de Bourbon | Pai: Luís, Duque de Montpensier | Avô paterno: Luís de La Roche-sur-Yon                 | Bisavô paterno: João II de Bourbon             |
| Carlota de Bourbon | Pai: Luís, Duque de Montpensier | Avô paterno: Luís de La Roche-sur-Yon                 | Bisavó paterna: Isabel de Beauvau              |
| Carlota de Bourbon | Pai: Luís, Duque de Montpensier | Avó paterna: Luísa de Bourbon, duquesa de Montpensier | Bisavô paterno: Gilberto, Conde de Montpensier |
| Carlota de Bourbon | Pai: Luís, Duque de Montpensier | Avó paterna: Luísa de Bourbon, duquesa de Montpensier | Bisavó paterna: Clara Gonzaga                  |
| Carlota de Bourbon | Mãe: Jaqueline de Longwy        | Avô materno: João IV de Longwy, barão de Pagny        | Bisavô materno: Filipe de Longwy               |
| Carlota de Bourbon | Mãe: Jaqueline de Longwy        | Avô materno: João IV de Longwy, barão de Pagny        | Bisavó materna: Joana de Bauffremont           |
| Carlota de Bourbon | Mãe: Jaqueline de Longwy        | Avó materna: Joana de Angoulême                       | Bisavô materno: Carlos de Orleães-Angoulême    |
| Carlota de Bourbon | Mãe: Jaqueline de Longwy        | Avó materna: Joana de Angoulême                       | Bisavó materna: Antonieta de Polignac          |